# David Lilley (giocatore di snooker)
David Lilley (Washington, 19 ottobre 1975) è un giocatore di snooker inglese.

## Carriera

### La lunga gavetta fra i dilettanti e le comparse nel Main Tour (1993-2019)
David Lilley inizia la sua estesa carriera da dilettante all'età di 18 anni, nel 1993. Nel 1995, l'inglese riesce a vincere lo European Snooker Championship, battendo il connazionale David Gray in finale. Nello stesso anno, Lilley conquista la finale anche al World Amateur Championship, dove viene, però, sconfitto da Sakchai Sim Ngam. Nel 1997 e nel 1999, conquista due edizioni dell'English Amateur Championship, ripetendosi anche nel 2004, dopo aver perso nel 2000.
Lilley ha poi l'occasione di partecipare alle pre-qualificazioni per il Campionato mondiale dei professionisti nel 2002 e nel 2005, ma viene eliminato rispettivamente al secondo e al terzo turno.
Dopo aver perso la finale dell'English Amateur Championship nel 2007, Lilley si assenta dalla maggior parte degli eventi fino al 2013, anno in cui raggiunge i quarti dello European Snooker Championship.
Grazie alla conquista del 17º posto nell'ordine di merito della Q School 2016, gli viene la possibilità di prendere parte ai turni preliminari di alcuni eventi della stagione 2016-2017, nel Main Tour. All'Indian Open, l'inglese batte Tian Pengfei per 4-3, qualificandosi al suo primo torneo professionistico in carriera, a quasi 41 anni. Nel tabellone principale, si fa largo sconfiggendo Mike Dunn, il 3 volte campione del mondo Mark Williams e Robert Milkins, uscendo ai quarti contro Shaun Murphy. Successivamente, l'inglese è presente al Paul Hunter Classic e al Northern Ireland Open, dove esce al primo turno.
Nel 2017, a 10 anni dall'ultima volta, Lilley torna in finale all'English Amateur Championship, venendo battuto da Billy Joe Castle.
Dopo essersi iscritto al Challenge Tour, l'inglese ottiene il successo nel quinto evento del 2018-2019 e perde la finale dell'ottavo. Nella stessa annata, partecipa a quasi tutti i tornei del tour professionistico, raggiungendo buoni risultati: si qualifica per il Riga Masters, dove esce al primo turno, e per l'International Championship, in cui viene battuto al secondo, così come all'English Open e al Northern Ireland Open. Il suo miglior risultato è un terzo turno, raggiunto allo Scottish Open.
A marzo, Lilley viene sconfitto nella finale dello European Snooker Championship da Kacper Filipiak. Due mesi dopo, l'inglese vince il primo evento della Q School e diventa professionista, a 44 anni da compiere.

### Stagione 2019-2020
Il suo debutto ufficiale arriva al primo turno dell'English Open, in cui viene eliminato da Andy Lee. Si rende protagonista poche settimane dopo al Northern Ireland Open, sconfiggendo Ding Junhui ai sessantaquattresimi. Si qualifica per lo European Masters superando Simon Lichtenberg e Ryan Day, ma viene battuto da Barry Hawkins.

## Vita privata
Oltre al biliardo, David Lilley svolge la professione di assicuratore.

## Ranking
| Stagione  | Ranking iniziale | Ranking finale |
| --------- | ---------------- | -------------- |
| 2019-2020 | Non classificato |                |